# Larimus fasciatus
Larimus fasciatus är en fiskart som beskrevs av Holbrook, 1855. Larimus fasciatus ingår i släktet Larimus och familjen havsgösfiskar. Inga underarter finns listade i Catalogue of Life.